# Karl Wilhelm Ludwig Hugo von Redern
Karl Wilhelm Ludwig Hugo von Redern (* 28. Januar 1823 in Wansdorf (Kreis Osthavelland); † 25. Juni 1884 in Wiesbaden) war königlich preußischer Generalmajor und zuletzt Kommandant der Festung Straßburg.

## Herkunft
Er entstammte dem märkischen Uradelsgeschlecht von Redern und war der Sohn des preußischen Majors Karl von Redern (* 1. September 1784; † 24. März 1858) und dessen erster Ehefrau Charlotte von Guretzky-Cornitz (* 16. Januar 1793; † 21. August 1835). Seine Brüder Ludwig Wilhelm Hermann (1819–1886) und Ernst (1835–1900) wurden Generalleutnants. Auch der aus der zweiten Ehe des Vaters stammende Halbbruder Karl Johann Wilhelm Leopold Ehrenreich (1847–1923) stieg bis zum Generalleutnant auf.

## Leben
Er erhielt seine Schulbildung auf dem Friedrich-Wilhelm-Gymnasium in Berlin. Nach seinem Abschluss ging er am 13. August 1842 in das Kaiser-Alexander-Grenadier-Regiment. Er wurde am 11. Februar 1843 zum Portepeefähnrich befördert und am 16. Mai 1844 als Seconde-Lieutenant aggregiert und am 14. April 1847 einrangiert. Während der Märzrevolution von 1848 war er in den Straßenkämpfen in Berlin beteiligt, im gleichen Jahr kämpfte er im ersten Schleswigschen Krieg. Vom 1. Mai bis zum 15. Oktober 1849 war er in das I. Bataillon des 2. Garde-Landwehrregiments nach Berlin abkommandiert. Er kämpfte 1849 bei den Straßenkämpfen in Iserlohn und nahm danach am Feldzug in Baden teil. Am 16. Oktober 1849 wurde er in das 13. Infanterieregiment versetzt.
Vom 11. November 1850 bis zum 27. Januar 1851 war er in das 4. Garde-Landwehrregiment abkommandiert, wo er als Adjutant in das III. Bataillon nach Düsseldorf kam. Nach seiner Rückkehr wurde er am 15. März 1851 Adjutant des Füsilier-Regiments im 13. Infanterie-Regiment. Am 20. Juli 1854 wurde er Regimentsadjutant und am 12. August 1854 zum Premier-Lieutenant befördert. Am 21. Juni 1857 kam er als Kompanieführer in das I. Bataillon des 13. Infanterie-Regiment, von dort wurde er am 1. Mai 1858 in das 7. kombinierte Reserve-Bataillon abkommandiert. Am 12. Juli 1858 wurde er zum Hauptmann befördert. Vom 15. März 1859 bis zum 23. Februar 1863 war Adjutant der Inspektion der Besatzung von Mainz und Rastatt, im Anschluss wurde er am 23. Februar 1863 als Kompaniechef in das 60. Infanterieregiment versetzt. Während des Deutsch-Dänischen Krieges von 1864 kämpfte er bei Wielhoi und Missunde. Beim Sturm auf die Düppeler Schanzen wurde ihm der rechte Oberarmknochen zerschossen. Danach erhielt er den Roten Adlerorden 4. Klasse mit Schwertern. Nach dem Krieg kam er am 11. Februar 1865 als Major in das 24. Infanterieregiment. Während des Deutschen Krieges von 1866 war er Führer des Landwehrbataillon Havelberg, danach kam er am 30. Oktober 1866 in das 78. Infanterieregiment. Am 5. November 1866 wurde er dort zum Bataillonsführer ernannt. Am 25. September 1867 kam er in das 94. Infanterieregiment, wo er Kommandeur des Füsilierbataillons ernannt und am 22. März 1868 zum Oberstleutnant befördert wurde. 
Während der Mobilmachung zum Deutsch-Französischen Krieg wurde er am 18. Juli 1870 zum Kommandeur des 96. Infanterieregiments ernannt. Während des Feldzuges kämpfte er in der Schlacht bei Beaumont. Bei der Einschließung von Paris erwarb er sich das Eiserne Kreuz 2. Klasse. Am 18. Januar 1871 wurde er zum Oberst befördert und am 8. April 1871 auch mit dem Eisernen Kreuz 1. Klasse ausgezeichnet. AM 29. März 1871 wurde er auch für das Friedensverhältnis als Kommandeur des 96. Infanterieregiments ernannt.
Da ihm seine Kriegsverletzung immer mehr zu schaffen machte,  kam er am 16. Oktober 1875 als Kommandant in die Festung Straßburg und dazu à la suite des Regiments gestellt. Am 9. Januar 1875 erhielt er den Charakter als Generalmajor und wurde mit Pension zur Disposition gestellt. Außerdem erhielt er am 17. Januar 1875 den Roten Adlerorden 3. Klasse mit Schwertern. Er starb am 25. Juni 1884 in Wiesbaden.

## Familie
Redern heiratete am 12. Juni 1869 in Drackendorf bei Jena die Freiin Friederike Luise Karoline von Ziegesar (* 14. Dezember 1844; † 23. Juli 1901), eine Tochter des großherzoglich-sächsischen Kammerherren Freiherr Ferdinand von Ziegesar (* 4. Januar 1812; † 14. September 1854), Intendant des Weimarischen Hoftheaters.